# José Luiz Drey
José Luiz Drey (* 23. September 1973), auch Zé Luiz genannt, ist ein ehemaliger brasilianischer Fußballspieler.

## Karriere
Luiz begann seine Profilaufbahn 1993 bei CA Sorocaba. 1996 wechselte er zum japanischen Erstligisten Bellmare Hiratsuka. Für Bellmare bestritt er 12 Erstligaspiele. 1997 kehrte er nach Brasilien zurück. Hier spielte er bis 2001 für Mogi Mirim EC, Ituano FC, Apucarana AC und Joinville EC.
Nach seiner aktiven Laufbahn wurde er als Fußballtrainer aktiv.